# برج چیس شیکاگو
برج چیس شیکاگو، (به انگلیسی: Chase Tower) آسمان‌خراش ۶۰ طبقه به ارتفاع ۲۵۹ متر، با کاربری اداری-تجاری است، که در شهر شیکاگو، ایالات متحده آمریکا مستقر می‌باشد. پروژه ساخت این ساختمان در سال ۱۹۶۴ آغاز شد و در سال ۱۹۶۹ تکمیل و افتتاح گردید. شعبه مرکزی بانک چیس ایالت کلرادو در این ساختمان مستقر می‌باشد.